# Lactobacillus delbrueckii subsp. bulgaricus

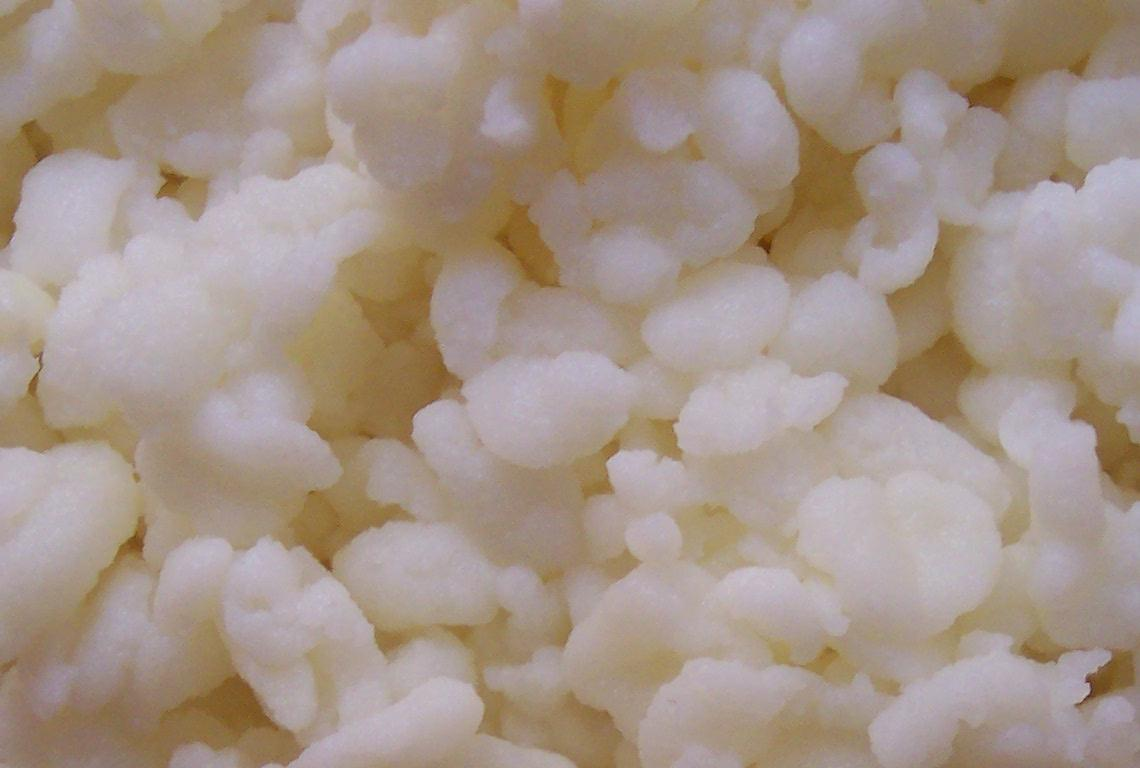
Lactobacillus bulgaricus

Il Lactobacillus delbrueckii sottospecie bulgaricus (conosciuto fino al 1984 come Lactobacillus bulgaricus) è uno dei molti batteri utilizzati nella produzione dello yogurt. Si trova anche in altri prodotti fermentati naturalmente. Identificato per la prima volta nel 1905 dal medico bulgaro Stamen Grigorov, ne ha assunto il nome. È un bacillo Gram-positivo che può apparire lungo e filamentoso. Non è mobile e non produce spore. Questo batterio è considerato acidofilo, dal momento che richiede pH bassi (range 5,4-4,6) per svilupparsi.
Il batterio ha complesse necessità nutrizionali, inclusa l'incapacità di far fermentare altri zuccheri differenti dal lattosio, da cui produce acido lattico, che conferisce allo yogurt il sapore aspro, coagula le proteine del latte e agisce da conservante. È spesso utile per gli intolleranti al lattosio, il cui sistema digerente non è dotato degli enzimi che scindono il lattosio in zuccheri più semplici. Facendo fermentare il latte, produce acetaldeide, uno dei principali componenti aromatici dello yogurt.
Tra i maggiori importatori del batterio troviamo il Giappone, gli Stati Uniti e l'Unione europea.

## Storia
Dopo la scoperta  del medico bulgaro Grigorov, Ilya Metchnikoff se ne interessò e all'inizio del XX secolo, lo scienziato russo collegò la longevità dei bulgari al consumo di yogurt. Metchnikoff, all'epoca professore all'Istituto Pasteur di Parigi, elaborò la teoria che il processo di invecchiamento risultasse dall'attività di microbi proteolitici che produrrebbe sostanze tossiche nelle viscere. I batteri proteolitici come il clostridia, parte comune del normale microbiota umano producono sostanze tossiche tra cui fenoli, indoli e ammoniaca dalla digestione delle proteine.
Secondo Metchnikoff questi composti sarebbero stati responsabili di quella che chiamò "auto-intossicazione intestinale", che causerebbe i cambiamenti fisici associati all'età. Era all'epoca noto che il latte fermentato con batteri lattacidi inibiva la crescita dei batteri proteolitici, a causa del basso pH prodotto dalla fermentazione del lattosio. Metchnikoff aveva pure osservato che alcune popolazioni rurali in Europa, ad esempio in Bulgaria e nelle steppe russe, che avevano una dieta fortemente composta da latte fermentato da batteri lattacidi, erano eccezionalmente longevi per l'epoca. Basandosi su tali fatti, Metchnikoff propose che il consumo di latte fermentato stimolerebbe la crescita nell'intestino di batteri lattacidi e inibirebbe quindi, abbassando il pH, la crescita di quelli proteolitici.